# Дивергентна алмазна розв'язка

Схема, що ілюструє рух транспорту на розв'язці

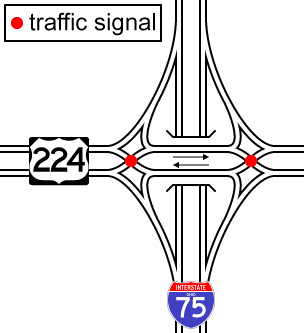
План відхиленої алмазної розв'язки в Фіндлі, штат Огайо

Дивергентна ромбоподібна розв'язка, Дивергентна алмазна розв'язка (англ. Diverging diamond interchange) «DDI», також відома як подвійна ромбоподібна кросоверна розв'язка (англ. Double crossover diamond interchange) «DCD», — це підмножина ромбоподібної розв'язки, на якій протилежні напрямки руху на неавтострадній дорозі перетинають один одного з обох сторін транспортної розв'язки таким чином, щоб рух транспорту, що перетинає автомагістраль по естакаді або підземному переході, здійснювався з протилежного боку руху від того, що прийнято для юрисдикції. Кросовери можуть використовувати односторонні естакади або бути на рівні та керуватися світлофором.
Розхідна алмазна розв'язка має переваги як в ефективності, так і в безпеці, і, незважаючи на те, що вона використовувалася у Франції з 1970-х років, журнал Popular Science назвав її однією з найкращих інженерних інновацій 2009 року, а в США рекламувався як частина ініціативи Федерального управління автомобільних доріг « Кожен день має значення». Потік через розбіжну ромбоподібну розв'язку з використанням естакад на перехрестях обмежений лише плетінням, а потік через реалізацію з використанням світлофорів підлягає лише двом інтервалам дозволу (час, протягом якого всі вогні горять червоним, щоб перехрестя могло повністю звільнитися) за цикл.
Найбільше занепокоєння щодо безпеки розв'язки пов'язане з її відносною рідкістю, оскільки водії, інстинктивно намагаючись залишатися на звичній стороні дороги, можуть використовувати перехрестя, щоб повернути проти зазначеного напрямку руху. Це рідкісне явище; це можливо лише тоді, коли рух настільки рідкісний, що жодна машина із зустрічного напрямку не зупиняється на світлофорі, а чіткі покажчики ще більше зменшують ймовірність таких помилок. 

## Історія

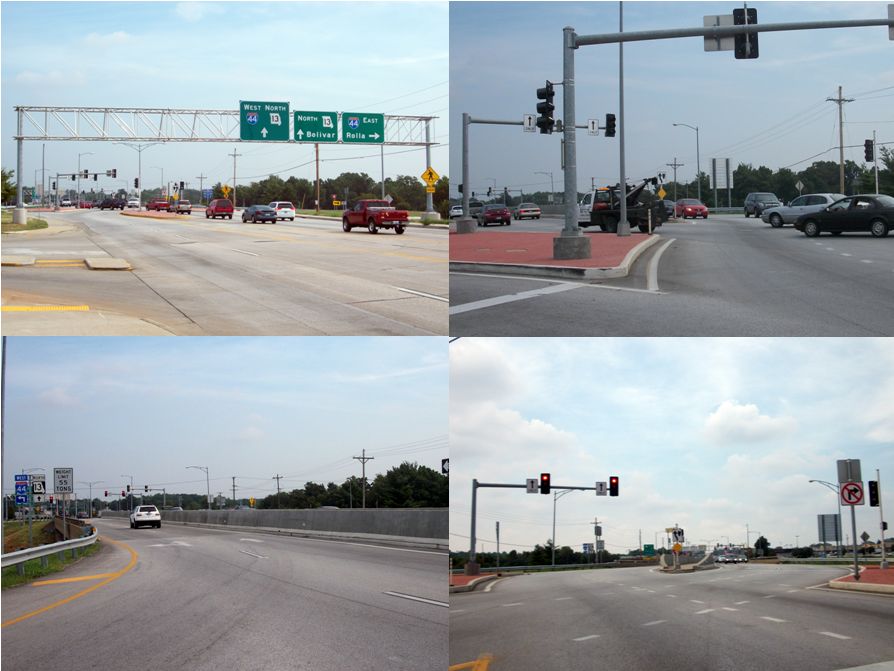
Фотографії з першої розбіжної алмазної розв'язки в Сполучених Штатах у Спрінгфілді, штат Міссурі
Вгорі ліворуч: транспорт в'їжджає на розв'язку вздовж траси Міссурі 13
Праворуч угорі: рух переходить на ліву сторону дороги
Внизу ліворуч: транспорт перетинає міжштатну автомагістраль 44
Внизу праворуч: рух переходить на праву сторону дороги.

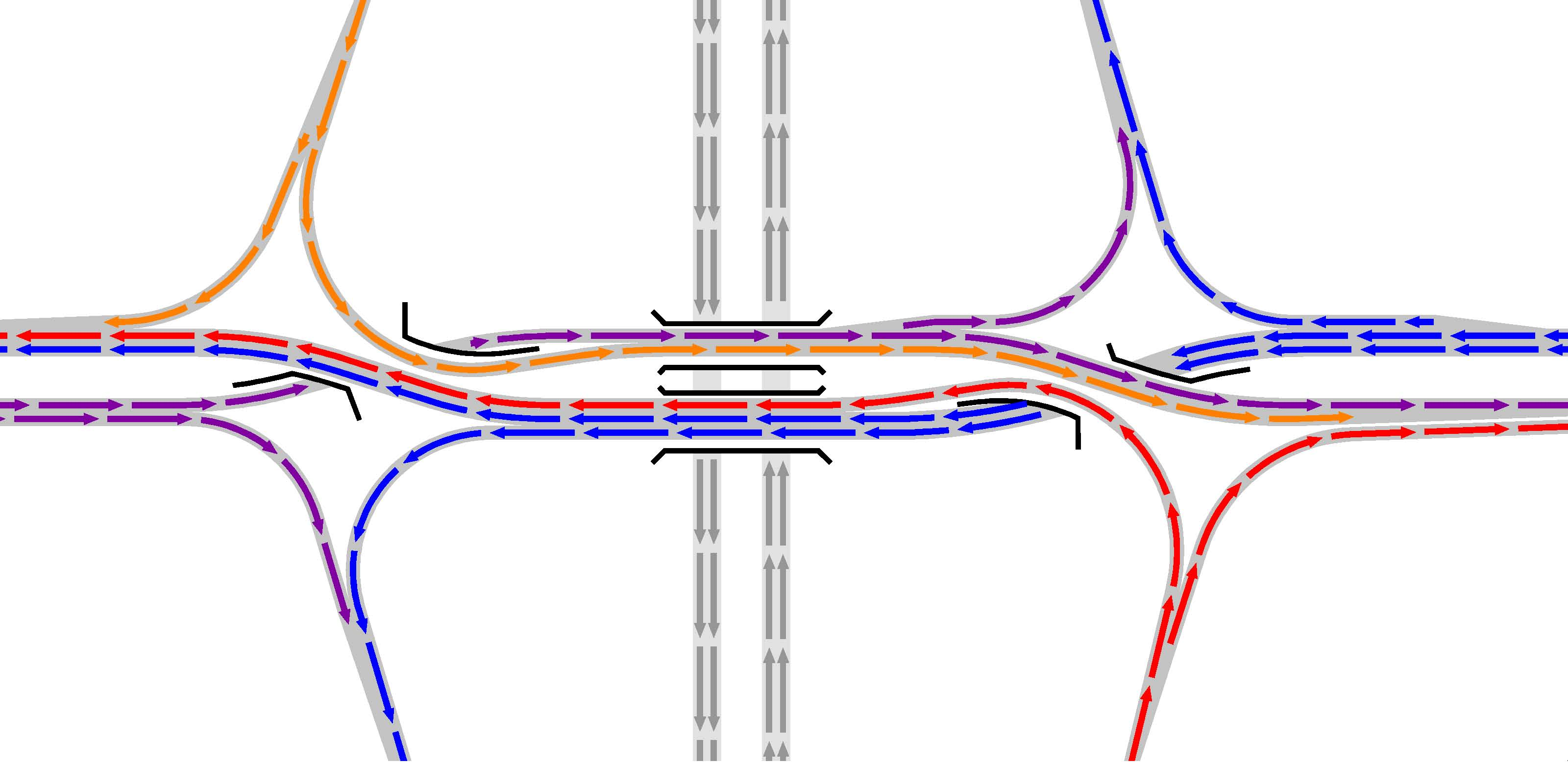
Шаблони потоку трафіку DCMI

Перші відомі алмазні розв'язки, що розходяться, були у Франції в районах Версаль (A13 на D182), Ле-Перре-сюр-Марн (A4 на N486) і Секлен (A1 на D549), усі вони були побудовані в 1970-х роках. З'їзди перших двох згодом були переналаштовані для розміщення з'їздів інших транспортних розв'язок, але вони продовжують функціонувати як розбіжні діамантові розв'язки. Розв'язка в Seclin (at50°32′41″ пн. ш. 3°3′21″ сх. д. / 50.54472° пн. ш. 3.05583° сх. д.) між A1 і Route d'Avelin був дещо більш спеціалізованим, ніж на схемі праворуч: рух у східному напрямку на Route d'Avelin, який має намір виїхати на A1 у північному напрямку, повинен триматися ліворуч і перетнути крайній північний міст, перш ніж повернути ліворуч, щоб продовжити на північ на A1; Рух у східному напрямку, який продовжує рухатися на схід по Route d'Avelin, повинен вибрати єдину центральну смугу, з'єднатися з транспортом A1, який виїжджає, щоб рухатися на схід, і перетнути центральний міст. Увесь транспорт у західному напрямку, який рухається на захід або повертає на південь на A1, використовує крайній південний міст.
У Сполучених Штатах у 2005 році Департамент транспорту штату Огайо (ODOT) розглянув можливість зміни конфігурації існуючої розв'язки на міжштатній магістралі 75 на трасі США 224 і державній трасі 15 на захід від Фіндлі як розбіжну діамантову розв'язку для покращення транспортного потоку.
У Сполучених Штатах у 2005 році Департамент транспорту штату Огайо (ODOT) розглянув можливість зміни конфігурації існуючої розв'язки на міжштатній магістралі 75 на трасі США 224 і державній трасі 15 на захід від Фіндлі як розбіжну діамантову розв'язку для покращення транспортного потоку. Якби його побудували, це був би перший DDI у Сполучених Штатах. До 2006 року ODOT переглянув, натомість додавши смуги до існуючого шляхопроводу.

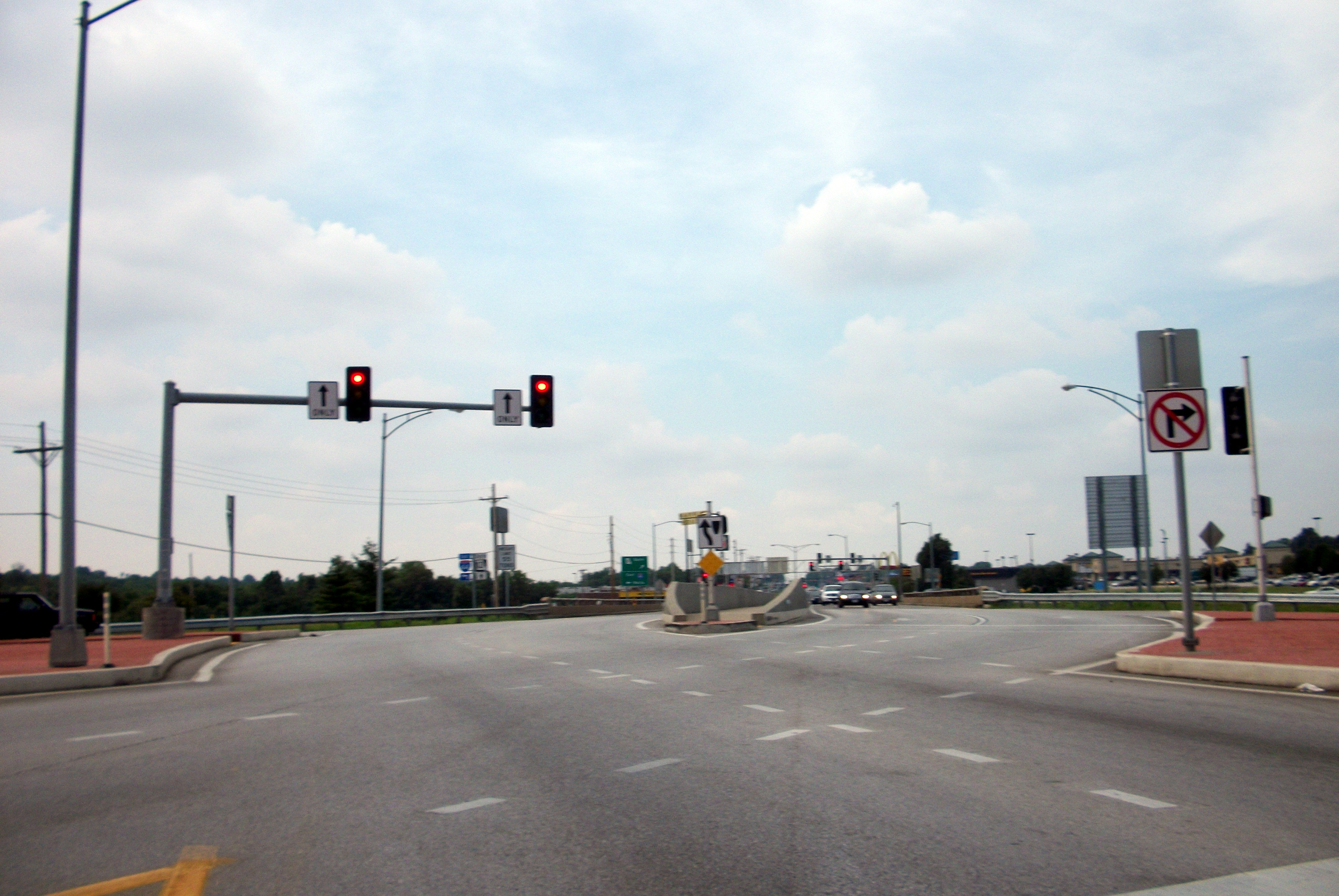
Під'їзд на південь до розв'язки I-44/Route 13 у Спрінгфілді.

Міністерство транспорту штату Міссурі було першим агентством США, яке побудувало його в Спрінгфілді на перехресті між I-44 і трасою Міссурі 13 (на37°15′01″ пн. ш. 93°18′39″ зх. д. / 37.2503° пн. ш. 93.3107° зх. д.). Будівництво розпочалося 12 січня 2009 року, а розв'язка була відкрита 21 червня 2009 року. Ця розв'язка була перетворенням існуючої стандартної алмазної розв'язки та використовувала існуючий міст.
У 2010 році Федеральне управління автомобільних доріг випустило публікацію під назвою «Альтернативні перехрестя/розв'язки: інформаційний звіт (AIIR)» з розділом, присвяченим цьому дизайну. Додаткове дослідження було проведено партнерством Політехнічного інституту Вірджинії та Університету штату та Науково-дослідного центру Тернера-Фербанка, а також опубліковано відділом Огайо Інституту інженерів транспорту.
У жовтні 2016 року Департамент транспорту Нью-Мексико завершив будівництво першої алмазної розв'язки в Нью-Мексико . Розв'язку на NM 14 (Cerrillos Road) і Interstate 25 у Санта-Фе було реконструйовано відповідно до цієї розв'язки та включало заміну застарілих естакад, що перевозять I-25 через NM 14, а також додавання світлофорів.

## Подвійна перехресна розв'язка
Запатентований у 2015 році варіант безперервної розв'язки нещодавно привернув увагу. Він називається подвійним перехресним об'єднанням (DCMI) та включає елементи розхідної ромбоподібної розв'язки, вузької ромбоподібної розв'язки та стекової розв'язки. Це усуває недоліки переплетення та злиття у зовнішню смугу, від яких страждає стандартна варіація DDI. Однак розворот на шосе вимагає переплетення. Станом на 2016 рік таких розв'язок не було побудовано.